# Antiparallel (meetkunde)
Twee lijnen {\displaystyle l_{1}} en {\displaystyle l_{2}} worden in de meetkunde als antiparallel ten opzichte van twee andere lijnen {\displaystyle m_{1}} en {\displaystyle m_{1}} gedefinieerd, als de hoeken tussen {\displaystyle l_{1}} en {\displaystyle m_{1}} en tussen {\displaystyle l_{2}} en {\displaystyle m_{2}} even groot zijn. figuur 1.
Twee lijnen {\displaystyle l_{1}} en {\displaystyle l_{2}} worden gelijkwaardig daarmee ten opzichte van de hoek {\displaystyle \angle APC} antiparallel genoemd, wanneer de hoek tussen {\displaystyle l_{1}} en de aanliggende zijde {\displaystyle m_{1}} van {\displaystyle \angle APC} en de hoek tussen {\displaystyle l_{2}} en {\displaystyle m_{2}} weer even groot zijn. figuur 2.
{\displaystyle l_{1}} en {\displaystyle l_{2}} worden voor het geval {\displaystyle m_{1}} en {\displaystyle m_{1}} in {\displaystyle m} samenvallen, antiparallel ten opzichte van {\displaystyle m} genoemd. figuur 3.

figuur 1
figuur 2
figuur 3
figuur 4

De twee paar tegenoverliggende zijden in een koordenvierhoek zijn antiparallel. figuur 4.